# الصفقة الجديدة الخضراء

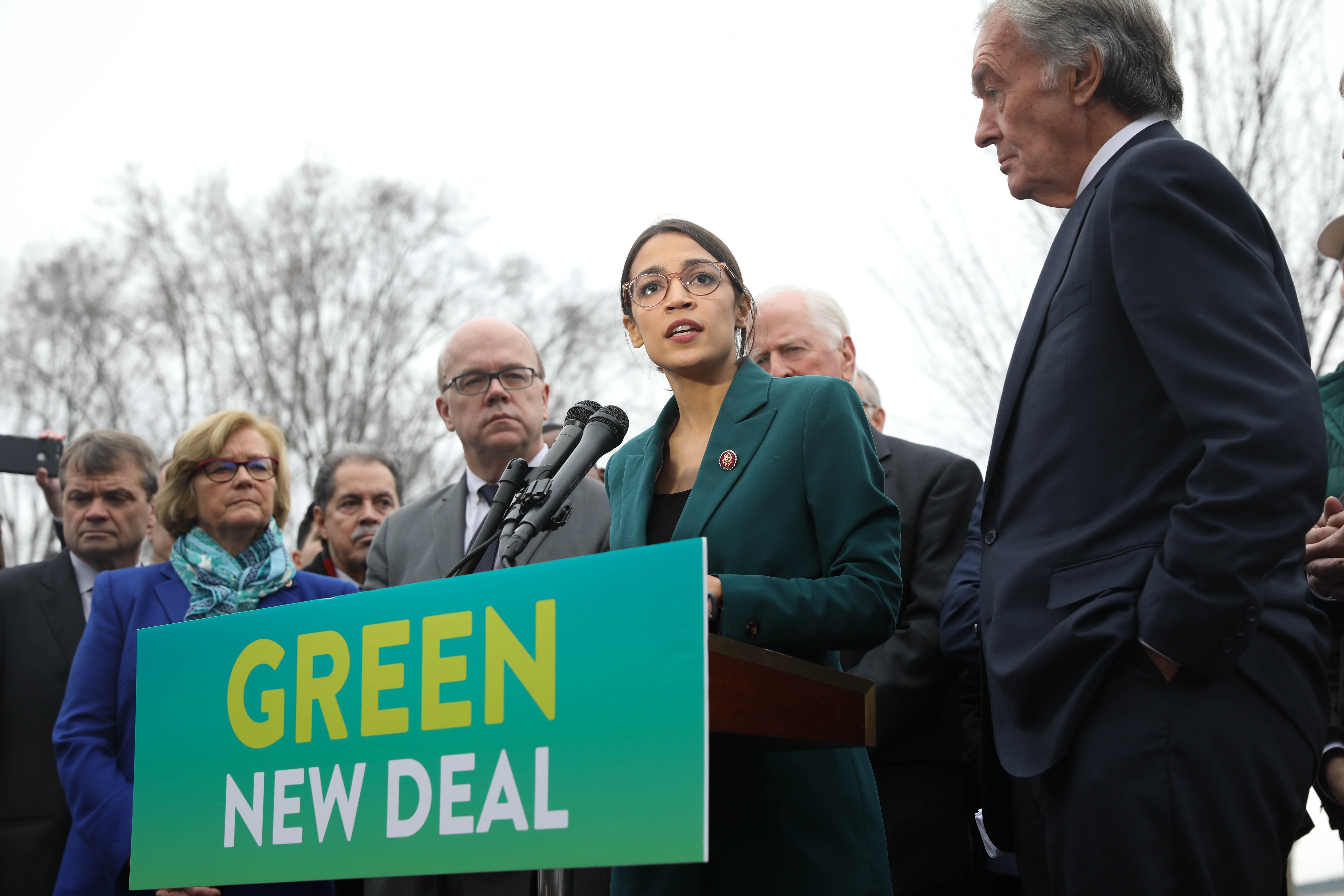

الصفقة الجديدة الخضراء (بالإنجليزية: Green New Deal)‏ هي تشريع مقترح في الولايات المتحدة الأمريكية يهدف إلى معالجة التغير المناخي وعدم التكافؤ الاقتصادي. يشير الاسم إلى برنامج «الصفقة الجديدة» وهو مجموعة من الإصلاحات الاجتماعية والاقتصادية ومشاريع الأشغال العامة التي قام بها الرئيس فرانكلين ديلانو روزفلت لمواجهة الكساد الكبير. تجمع الاتفاقية البيئية الجديدة بين منهج روزفلت الاقتصادي والأفكار العصرية كالطاقة المتجددة والكفاءة في استغلال الموارد.
حملت الدورة 116 من دورات كونغرس الولايات المتحدة الأمريكية قرارين اثنين، قرار مجلس النواب رقم 109، وقرار مجلس الشيوخ رقم 59 المقدم من النائبة عن ولاية نيويورك ألكساندريا أوكاسيو كورتيز، والسيناتور الديموقراطي عن ولاية ماساشوستس إدوارد ماركي. فشل قرار ماركي في 25 مارس/ آذار من عام 2019 من تجاوز مجلس الشيوخ الأمريكي بفارق 57-0، إذ صوت معظم الديمقراطيين بـ «حاضر» (الذي يشبه الامتناع عن التصويت) احتجاجاً على التصويت المبكر الذي دعى إليه الجمهوريون.

## التاريخ
طور عدد من الناشطين خلال سبعينات وتسعينات القرن العشرين سياسةً اقتصادية بعيدةً عن الطاقة غير المتجددة بهدف تحريك اقتصاد الولايات المتحدة.
كان الصحفي توماس فريدمان هو أول من استخدم عبارة «اتفاقية بيئية جديدة» وذلك عندما قدم حججاً مؤيدة لهذه الفكرة في صحيفة نيويورك تايمز، وفي مجلة نيويورك تايمز. حيث كتب في شهر يناير/ كانون الثاني من عام 2007:
في حال قمت بوضع طاحونة هوائية في فناء منزلك أو بوضع بعض الألواح الشمسية على سطح منزلك، فليبارك الرب قلبك. لكننا لن نحافظ على البيئة في عالمنا إلا عندما نُغير من طبيعة الشبكة الكهربائية -واستبدال استخدام الفحم القذر والنفط بالفحم النظيف والطاقة المتجددة، وهو مشروع صناعي ضخم- أكبر بكثير مما قد يصفه لك أي شخص. أخيراً، وبشكلٍ مشابهٍ للاتفاقية الجدديدة، إذا قمنا بتنفيذ بنود النسخة الخضراء منها فسيكون من الممكن إنشاء صناعة جديدة للطاقة المتجددة لنقل اقتصادنا إلى القرن الحادي والعشرين.
جرى تبني هذا المنهج لاحقاً في بريطانيا من قبل مجموعة الاتفاقية البيئية الجديدة التي نشرت تقريرها بتاريخ 21 يوليو/ تموز من عام 2008. عُمِّم هذا المفهوم على نطاق أوسع عندما بدأ برنامج الأمم المتحدة للبيئة (اليونيب) في الترويج له.
أطلق المؤلف جيف بيغرز في أوائل عام 2008 سلسلة من التحديات التي تواجه الاتفاقية البيئية الجديدة من منظور كتاباته من موطن الفحم في أبالاشيا. كتب بيغرز: «يجب على أوباما تحطيم هذه الحدود العنصرية من خلال اقتراح صفقة «خضراء» جديدة لإصلاح المنطقة وسد الهوة المتزايدة بين الديموقراطيين المنقسمين على نحو مرير، والدعوة إلى وضع حدٍ لسياسات (إزالة قمم الجبال لأهدافٍ تعدينية) التي أدت إلى الفقر والخراب في مواطن الفحم». تابع بيغرز خلال الأربع سنواتٍ التي تلت عام 2008 بوضع مقترحات أخرى للاتفاقية الجديدة.
كشف المدير التنفيذي لبرنامج الأمم المتحدة للبيئة أكيم شتاينر في 22 أوكتوبر/ تشرين الأول من عام 2008 عن مبادرة عالمية جديدة للاتفاقية البيئية تهدف إلى خلق وظائف في الصناعات «الخضراء» وبالتالي تعزيز الاقتصاد العالمي والحد من التغير المناخي في الوقت نفسه. اقترح حزب الخضر في الولايات المتحدة الأمريكية، والمرشحة الرئاسية عن حزب الخضر جيل شتاين اتفاقية خضراء جديدة تبدأ في عام 2012. بقيت الاتفاقية البيئية الجديدة جزءاً رسمياً من برنامج الخضر في الولايات المتحدة الأمريكية.

## في الولايات المتحدة

### الجهود الأولى المبذولة
أُطلقت الصفقة الجديدة الخضراء في عام 2006 من قبل «فرقة عمل الصفقة الجديدة الخضراء» كخطة تهدف لجعل نسبة استهلاك الطاقة النظيفة والمتجددة بحلول عام 2030 تبلغ 100% من عموم الطاقة المستهلكة في البلاد. وتضمنت الخطة أيضاً الاستفادة من ضريبة الانبعاثات الكربونية، وضمان الوظائف، وتأمين الدراسة الجامعية المجانية، والرعاية الصحية للشخص الدافع الواحد، والتركيز على استخدام البرامج العامة.
أُدرجت الصفقة الجديدة الخضراء في برامج العديد من مرشحي حزب الخضر بدءاً من عام 2006، ومن بينها حملات هوي هوكينز للفوز برئاسة الحكومة في عامي 2010 و 2014، وحملات جيل ستين الرئاسية في عامي 2012 و 2016.

### التصديق اللاحق
بدأ جناح الصفقة الجديدة الخضراء في الظهور داخل الحزب الديموقراطي بعد انتخابات نوفمبر/ تشرين الثاني من عام 2018. وُصِف برنامج عام 2008 المحتمل للصفقة الجديدة الخضراء الذي جُمع من قبل معهد أبحاث «بيانات من أجل التقدم» على أنه «يربط برامج العمل مع التدابير الرامية إلى مكافحة أزمة المناخ».
جاء في مقال نُشر في عدد شهر نوفمبر/ تشرين الثاني من عام 2018 من مجلة فوغ: «لا توجد اتفاقية بيئية جديدة حتى الآن. فهي ما تزال إلى وقتنا هذا مجرد موقفٍ يتخذه بعض المرشحين في برامجهم الانتخابية للإشارة إلى رغبتهم في لفت انتباه الحكومة الأمريكية إلى الحاجة للتحضير للتغير المناخي، تماماً كما فعل فرانكلين ديلانو روزفلت ذات مرة بهدف تنشيط الاقتصاد بعد الكساد الكبير».
نظمت مجموعة من حركة شروق الشمس -التي تنادي بتحقيق العدالة المناخية- بعد أسبوع واحدٍ من انتخابات منتصف المدة لعام 2018 احتجاجاً داخل مكتب نانسي بيلوسي مطالبين فيها بيلوسي بدعم الاتفاقية البيئية الجديدة، وفي نفس اليوم، أطلقت عضوة الكونغرس الجديدة ألكساندريا أوكاسيو كورتيز قراراً لتشكيل لجنة تُعنى بشؤون الاتفاقية البيئية الجديدة. خرج العديد من المرشحين بعد ذلك لدعم الاتفاقية الخضراء الجديدة، بمن فيهم ديب هالاند، ورشيدة طليب، وإلهان عمر، وأنتونيو ديلجادو. وتبعهم بعد بضعة أسابيع كل من النواب جون لويس، وإيرل بلومناور، وكارولين مالوني، وخوسيه إي. سيرانو.
مع نهاية شهر نوفمبر/ تشرين الثاني من عام 2018 أصبح عدد أعضاء الكونغرس الديموقراطيين الذين يشاركون في رعاية لجنة مجلس النواب الخاصة المقترحة التي تُعنى بشؤون الاتفاقية البيئية الجديدة ثمانية عشر عضواً. وأعلن كل من النائبين الجديدين آيانا بريسلي وجو نيغوز دعمهما لهذه اللجنة. من شأن مشروع القرار أن يكلف اللجنة بوضع «خطة تعبئة وطنية وصناعية واقتصادية مفصلة» قادرة على جعل الاقتصاد الأمريكي «متعادلاً من ناحية الأثر الكربوني» مع تعزيز «العدالة والمساواة الاقتصادية والبيئية»، وسيصدر مشروع القرار في بداية عام 2020، مع صدور مسودة التشريعات الخاصة بتنفيذه بعد 90 يوماً من صدور مشروع القرار.
من بين المنظمات التي تدعم مبادرة «الاتفاقية البيئية الجديدة»: منظمة 350 "350.org"، ومنظمة السلام الأخضر، ومنظمة نادي سييرا، وحركة تمرد ضد الانقراض، وشبكة أصدقاء الأرض العالمية."
قامت حركة شروق الشمس بالاحتجاج باسم الاتفاقية البيئية الجديدة في مكاتب نانسي بيلوسي وستيني هوير في كابيتول هيل في 10 ديسمبر/ كانون الأول من عام 2018 بالاشتراك مع لينيكس ييروود ومتحدثين آخرين لا يتجاوز عمر البعض منهم الـ 7سنوات، أدت هذه الاحتجاجات إلى اعتقال 143 شخصاً. قامت منظمة يورونيوز الأوروبية الإخبارية بعرض فيديو لشبان يحملون لافتات كُتب عليها «الاتفاقية البيئية الجديدة»، «لا أعذار»، و «قُم بعملك» في قسم «لا تعليق».
وجهت مجموعة تضم أكثر من 300 مسؤولٍ محلي منتخب من 40 ولاية في 14 ديسمبر/ كانون الأول من عام 2018 رسالةً تدعم فيها نهج الاتفاقية البيئية الجديدة.
أشار استطلاع للرأي قام به «برنامج ييل للاتصالات المتعلقة بالتغير المناخي» في نفس يوم إطلاق الرسالة الآنفة الذكر، إلى أنه وعلى الرغم من أن 82% من الناخبين المسجلين لم يسمعوا قط بـ «الاتفاقية البيئية الجديدة»، فقد كانت الاتفاقية تتمتع بدعم قوي في أوساط الناخبين الحزبيين.